# Zgrada Instituta za oceanografiju i ribarstvo
Zgrada Instituta za oceanografiju i ribarstvo u Splitu, Hrvatska. U njoj je i danas smješten Institut za oceanografiju i ribarstvo.

## Opis
Građena je od 1932. do 1940. godine. Arhitekt je bio Fabijan Kaliterna. Zgrada na Meštrovićevom šetalištu 63 izvorno projektirana za potrebe Instituta za oceanografiju i ribarstvo sagrađena je 1932. – 1933. godine prema projektu splitskog arhitekta Fabijana Kaliterne. Najprije je do ožujka 1933. sagrađena mala stambena zgrada, a do kraja godine i glavna zgrada Instituta. Završni radovi su, međutim, izvedeni znatno kasnije, u travnju 1940., kada je uređena unutrašnjost i sasvim uz more sagrađen akvarij kao posebna atrakcija. Zgrada Oceanografskog instituta zauzima istaknuto mjesto u opusu arhitekta Kaliterne, uz jasne kulturno - povijesne vrijednosti, smještena u neposrednoj blizini mora, svojom se arhitekturom izvrsno uklopila u okolni krajolik.

## Zaštita
Pod oznakom Z-5502 zavedena je kao nepokretno kulturno dobro - pojedinačno, pravna statusa zaštićena kulturnog dobra, klasificiranog kao profana graditeljska baština.

## Vanjske poveznice
|  | Zajednički poslužitelj ima još gradiva o temi Zgrada Instituta za oceanografiju i ribarstvo |